# Winnie Puuh – Spaß im Frühling
Winnie Puuh – Spaß im Frühling (Originaltitel: Winnie The Pooh: Springtime with Roo) ist eine Direct-to-Video-Produktion der Walt Disney Company aus dem Jahr 2004. Regie führten Saul Andrew Blinkhoff und Elliott M. Bour. Der Film basiert auf den Kinderbüchern von Alan Alexander Milne.

## Handlung
Im Hundertmorgenwald hält der Frühling Einzug und Ruh freut sich darauf, mit Winnie Puuh und seinen Freunden Ostereier zu suchen. Doch Rabbit denkt nur an seinen Frühjahrsputz und nicht an die Osterfeier. Traurig glaubt Ruh, dass er auf die Ostereierjagd verzichten muss, aber schließlich zeigen Winnie Puuh, Tigger, Ferkel und die Einwohner des Hundertmorgenwaldes Rabbit, dass es keinen Besseren als ihn gibt und retten dadurch die Osterfeier.

## Veröffentlichungen
Der Film erschien 2003 in den USA auf DVD. Er wurde später unter anderem ins Polnische und Russische übersetzt und erschien im März 2004 auf Deutsch.